# Vossebanen
Vossebanen is de naam voor de oorspronkelijke verbinding tussen Bergen en Voss in het westen van Noorwegen. Sinds de aanleg in 1883 is de lijn meermaals aangepast door het boren van nieuwe tunnels. De aangepaste lijn wordt aangeduid als deel van Bergensbanen, de oorspronkelijke route wordt nog steeds als Vossebanen aangeduid. De oorspronkelijke lijn had in Bergen ook een ander eindstation. Dat station, aangeduid als Bergen gamle stasjon, is inmiddels gesloopt.

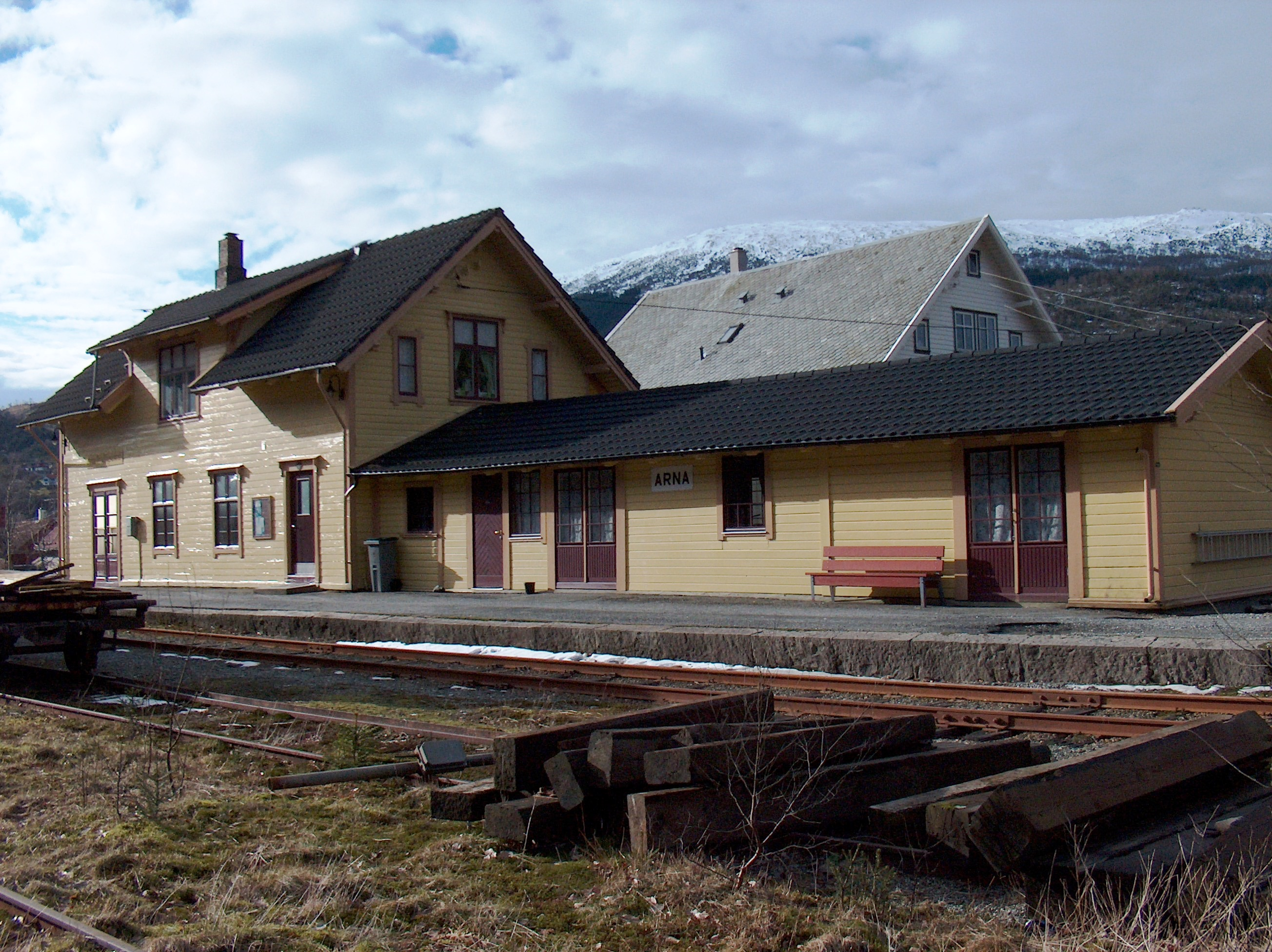
Arna gamle stsjon

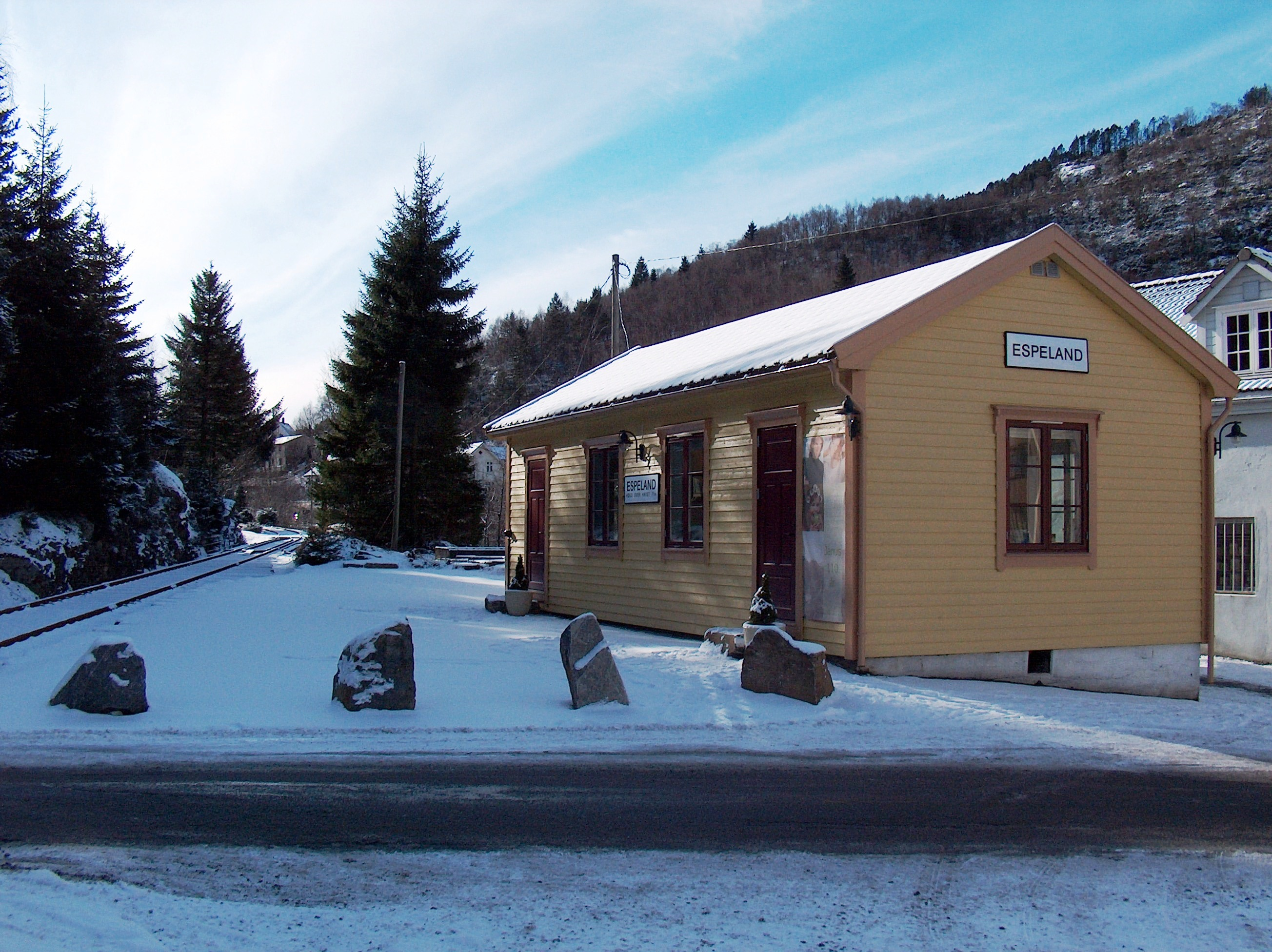
Espeland

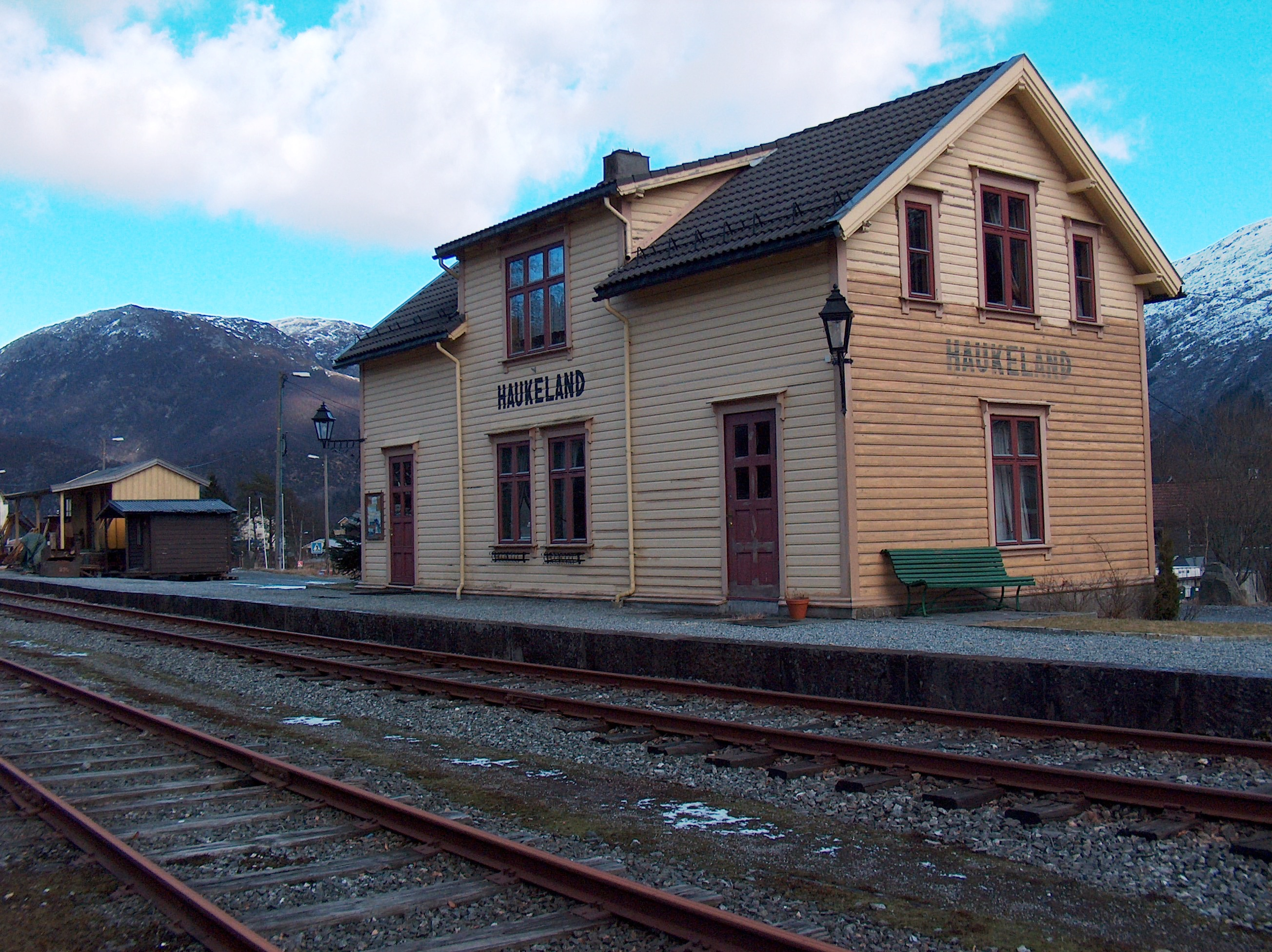
Haukeland

Overzicht van stations die aan Vossebanen liggen, soms lagen, én niet aan Bergensbanen:
- Djukastein
- Verpelstad
- Dalseid
- Langhelle
- Stavenes
- Herland
- Tunes
- Garnes
- Seimsark
- Arna gamle stasjon
- Arnatveit
- Espeland
- Lone
- Haukeland
- Bratland
- Grimåsen
- Helldal
- Midttun
- Nesttun
- Kloppedal
- Hop
- Paradis
- Olderhaug
- Fjøsanger
- Kristianborg
- Minde
- Kronstad
- Solheimsviken
- Bergen gamle stasjon

Een deel van de oorspronkelijke lijn, tussen Garnes en Midttun, is in gebruik als museumlijn onder de naam Gamle Vossebanen.